# Dionisio Amarilla
Dionisio Oswaldo Amarilla Guirland (Tebicuary, 2 de marzo de 1973) es un economista, docente y político paraguayo. Desde 2023 es senador nacional. Electo por el Partido Liberal Radical Auténtico, fue expulsado de este en 2024. Es reconocido por su liderazgo dentro de la facción cartista del partido.
Anteriormente fue senador de 2018 hasta 2019, cuando fue expulsado por tráfico de influencias. También se desempeñó como diputado nacional de 2013 a 2018, representando al departamento Central.

## Biografía

### Vida personal y familiar
Dionisio Oswaldo Amarilla Guirland nació el 2 de marzo de 1973 en Tebicuary, departamento de Guairá. Está casado con Analy Rosanna Valiente Martínez.

### Educación
Curso sus estudios primarios en la escuela graduada N°56 Antonio Bosch, mientras que los secundarios los terminó en el Colegio Nacional Delfín Chamorro.
Se graduó de la Facultad de Ciencias Económicas de la Universidad Nacional de Asunción. En dicha institución hizo un posgrado en didáctica universitaria y un doctorado en ciencias de la Educación. Tiene además una maestría en planificación estratégica de la Institución de Altos Estudios Estratégicos.

## Trayectoria laboral
De joven, Amarilla trabajaba como lechero, repartiendo dicha bebida en motocicleta.
De 1997 a 1999 fue gerente administrativo de la empresa Chacho Trading S.A. De 1999 a 2013 fue director general de administración y finanzas de la Universidad Nacional de Asunción.
Fue además profesor investigador de la UNA hasta 2015, cuando renunció como resultado del movimiento UNA no te calles, siendo acusado de «planillero» por algunos estudiantes.

## Trayectoria política
En 2007 se afilió al Partido Liberal Radical Auténtico.
En las elecciones generales de 2013 fue electo diputado nacional, por el departamento Central, ocupando el cargo hasta 2018.
En las elecciones generales de 2018 fue electo senador nacional, asumiendo el cargo el 1 de julio de ese año.
El 6 de junio de 2019 fue expulsado del Senado, al perder su investidura como resultado de acusaciones de tráfico de influencias.
En las elecciones generales de 2023 fue nuevamente electo senador, reasumiendo el cargo el 30 de junio de ese año.
El 13 de febrero de 2024 fue expulsado del PLRA, en una sesión extraordinaria del directorio del partido. Su expulsión, junto a la de otros tres senadores liberales, se dio debido a su apoyo a la destitución de la senadora Kattya González, además de su larga trayectoria como aliado del cartismo dentro del PLRA.